# Ванеево (Череповецкий район)
Ванеево — деревня в Череповецком районе Вологодской области.
Входит в состав Ирдоматского сельского поселения, с точки зрения административно-территориального деления — в Ирдоматский сельсовет.
Расстояние по автодороге до районного центра Череповца — 11 км, до центра муниципального образования Ирдоматки — 0,5 км. Ближайшие населённые пункты — Ирдоматка, Хемалда, Хемалда.
По переписи 2002 года население — 65 человек (34 мужчины, 31 женщина). Преобладающая национальность — русские (94 %).